# 李凤彩
李凤彩（?—?），字九苞，号紫庭，河北丘县人，清朝政治人物、同進士出身。
康熙三十七年，登戊寅选贡，康熙三十八年（1699年）己卯北闱中式举人，康熙三十九年（1700年）庚辰联捷进士，授福建延平府永安县知县。